# Johannes Hubrecht
Johannes Hubrecht (ca. 1250 - na 1302), ook genaamd Hubert, Hubrat of Ubrecht, was burgemeester van Brugge.

## Levensloop
Johannes Hubrecht doorliep een belangrijk curriculum als stadsbestuurder, vanaf 1274 tot 1302. Hij ondernam dit in afwisseling met een broer of verwante, Egidius of Gillis Hubrecht. De van kracht zijnde regel van de wepelgang  of beurtwisseling maakte dat ze mekaar vaak om het jaar opvolgden. Gillis Hubrecht werd bij herhaling schepen en een paar maal burgemeester van de raadsleden.
Johannes Hubrecht doorliep een nog belangrijker ambtelijke loopbaan en was tot viermaal burgemeester van de schepenen.
Zijn curriculum verliep als volgt:
- schepen in 1274, 1276, 1278, 1281, 1284, 1286, 1290, 1293, 1295, 1296 en 1301;
- burgemeester van de raadsleden in 1287 en 1296;
- raadslid in 1288 en 1292;
- burgemeester van de schepenen in 1289, 1291, 1293 en 1294.

Hij behoorde dus tot het stadsbestuur in de woelige periode van de strijd van leliaards en klauwaards, van de aanhangers van de koning van Frankrijk en van die van de graaf van Vlaanderen. Zijn mandaten verkreeg hij zowel voor als na de woelige periode van de Moerlemaye.
In oktober 1289 begaf hij zich samen met Paul de Calkere bij graaf Gewijde van Dampierre, aan wie zij de sommen van 1.000 pond Vlaams en 15.000 pond Vlaams overhandigden, die de stad verschuldigd was wegens rebellie.
In 1291 was hij aanwezig in Gent, als afgevaardigde van de stad Brugge, op een bijeenkomst waarop de grieven van de Gentenaars tegen de graaf van Vlaanderen werden onderzocht.
In 1293 overhandigde hij, in zijn hoedanigheid van burgemeester van Brugge het bedrag van 2.900 Artesische pond aan ridder Rogier van Gistel en zijn echtgenote Isabelle de la Wastine, als aankoopsom voor de tol van Brugge die door de stad van hen was aangekocht.
Hubrecht was schepen van Brugge op het ogenblik dat de Bruggelingen op 11 juli 1302 de Slag der Guldensporen wonnen. Hij behoorde echter tot de leliaards en zoals van vijf andere schepenen werden in 1302 zijn goederen verbeurd verklaard. Dit betekende onvermijdelijk ook het einde van zijn politieke carrière.

## Bron
- Dirk VANDENAUWEELE, Schepenbank en schepenen te Brugge (1127-1384). Bijdrage tot de studie van een gewone stedelijke rechts- en bestuursinstelling, met lijst van Wetsvernieuwingen van 1211 tot 1357, doctoraatsverhandeling (onuitgegeven), Katholieke Universiteit Leuven, 1977.